# Liste der Stolpersteine in Würzburg-Rottenbauer
Die Liste der Stolpersteine in Würzburg-Rottenbauer enthält alle Stolpersteine, die im Rahmen des gleichnamigen Projekts von Gunter Demnig in Rottenbauer, einem Stadtbezirk Würzburgs. Mit Stolpersteinen soll an Opfer des Nationalsozialismus erinnert werden, die hier lebten und wirkten. Im Regelfall werden die Stolpersteine vor dem letzten freigewählten Wohnort des Opfers verlegt.

## Verlegte Stolpersteine
Im Stadtbezirk Rottenbauer wurden zwei Stolpersteine an zwei Adressen verlegt.
| Stolperstein | Inschrift | Verlegeort      | Name, Leben                                 |
| ------------ | --- | --------------- | ------------------------------------------- |
|              | HIER WOHNTE AUGUST FRIEDRICH DAMBACH JG. 1906 EINGEWIESEN 27.3.1937 HEILANSTALT LOHR ´VERLEGT´ 5.10.1940 PIRNA-SONNENSTEIN ERMORDET 5.10.1940 AKTION T4                                       | Rebenstraße 2 · | August Friedrich Dambach (1906–1940)        |
|              | HIER WOHNTE ANNA EBERMANN GEB. ZIEGLER JG. 1891 VERHAFTET 5.5.1943, ´WEHRKRAFTZERSETZUNG´ GEFÄNGNIS WÜRZBURG VOLKSGERICHTSHOF TODESURTEIL 19.11.1943 HINGERICHTET 17.3.1944 BERLIN-PLÖTZENSEE | Lilienweg 6 ·   | Anna Ebermann, geborene Ziegler (1891–1944) |

## Verlegedaten
- 10. Februar 2015: Rebenstraße 2
- 5. Juli 2016: Lilienweg 6